# Samantha Warriner
Samantha Warriner (Alton, Reino Unido, 1 de agosto de 1971) es una deportista neozelandesa que compitió en triatlón y acuatlón.
Ganó una medalla de bronce en el Campeonato Mundial de Triatlón de 2008 y dos medallas en el Campeonato de Oceanía de Triatlón, oro en 2003 y plata en 2002. Además, obtuvo dos medallas de oro en el Campeonato Mundial de Acuatlón, en los años 2004 y 2009.

## Palmarés internacional
| Campeonato Mundial    | Campeonato Mundial         | Campeonato Mundial | Campeonato Mundial |
| Año                   | Lugar                      | Medalla            | Prueba             |
| --------------------- | -------------------------- | ------------------ | ------------------ |
| 2008                  | Vancouver (Canadá)         | Medalla de bronce  | Individual         |
| Campeonato de Oceanía |                            |                    |                    |
| Año                   | Lugar                      | Medalla            | Prueba             |
| 2002                  | Queenstown (Nueva Zelanda) | Medalla de plata   | Individual         |
| 2003                  | Queenstown (Nueva Zelanda) | Medalla de oro     | Individual         |

| Campeonato Mundial | Campeonato Mundial     | Campeonato Mundial | Campeonato Mundial |
| Año                | Lugar                  | Medalla            | Prueba             |
| ------------------ | ---------------------- | ------------------ | ------------------ |
| 2004               | Funchal (Portugal)     | Medalla de oro     | Individual         |
| 2009               | Gold Coast (Australia) | Medalla de oro     | Individual         |